# Clasamentul pe medalii la Jocurile Olimpice de Tineret 2012
Clasamentul pe medalii la Jocurile Olimpice de Tineret 2012 este lista Comitetelor Olimpice Naționale (CON) în ordinea numărului de medalii de aur obținute de sportivi în cadrul Jocurilor Olimpice de Tineret 2012 desfășurate în Innsbruck, Austria în perioada 13 - 22 ianuarie 2012. 1059 de sportivi de la 70 de CON au participat în 63 de probe sportive în cadrul a 15 sporturi.
Andorra și Monaco au obținut primele lor medalii olimpice, în timp ce Maroc a câștigat prima medalie într-o ediție a Jocurilor Olimpice de iarnă (este și prima medalie obținută de o țară din Africa).

## Tabelul medaliilor
Ordinea țărilor din acest tabel este în conformitate cu regulile oficiale publicate în convenția CIO și cu informațiile oferite de către Comitetul Internațional Olimpic. Așadar, primele țări sunt luate în ordinea numărului de medalii de aur. Apoi, sunt luate în considerare medaliile de argint, iar mai apoi cele de bronz. Dacă scorul este egal, țările sunt ordonate alfabetic.
Câteva medalii au fost obținute de sportivi din mai multe țări, dar care au concurat împreună sub titulatura de „Echipă mixtă”. La opt probe sportive au participat doar sportivi din Echipa mixtă. Așadar, cele nouă medalii – 3 de aur, 3 de argint și 3 de bronz – au fost adăugate în dreptul Echipei mixte. În clasament echipa nu primește vreun loc.
      Țara gazdă (Austria)
| Loc   | Țară                             | Aur | Argint | Bronz | Total |
| ----- | -------------------------------- | --- | ------ | ----- | ----- |
| 1     | Germania (GER)                   | 8   | 7      | 2     | 17    |
| 2     | China (CHN)                      | 7   | 4      | 4     | 15    |
| 3     | Austria (AUT)                    | 6   | 4      | 3     | 13    |
| 4     | Coreea de Sud (KOR)              | 6   | 3      | 2     | 11    |
| 5     | Rusia (RUS)                      | 5   | 4      | 7     | 16    |
| 6     | Olanda (NED)                     | 4   | 1      | 2     | 7     |
| —     | Echipa mixtă                     | 3   | 3      | 3     | 9     |
| 7     | Elveția (SUI)                    | 3   | 0      | 5     | 8     |
| 8     | Japonia (JPN)                    | 2   | 5      | 9     | 16    |
| 9     | Norvegia (NOR)                   | 2   | 5      | 2     | 9     |
| 10    | Statele Unite ale Americii (USA) | 2   | 3      | 3     | 8     |
| 11    | Franța (FRA)                     | 2   | 2      | 5     | 9     |
| 12    | Italia (ITA)                     | 2   | 2      | 1     | 5     |
| 13    | Finlanda (FIN)                   | 2   | 2      | 0     | 4     |
| 13    | Suedia (SWE)                     | 2   | 2      | 0     | 4     |
| 15    | Canada (CAN)                     | 2   | 1      | 6     | 9     |
| 16    | Slovenia (SLO)                   | 1   | 4      | 2     | 7     |
| 17    | Letonia (LAT)                    | 1   | 1      | 1     | 3     |
| 18    | Cehia (CZE)                      | 1   | 1      | 0     | 2     |
| 19    | Maroc (MAR)                      | 1   | 0      | 0     | 1     |
| 19    | Slovacia (SVK)                   | 1   | 0      | 0     | 1     |
| 21    | Estonia (EST)                    | 0   | 2      | 0     | 2     |
| 21    | Ungaria (HUN)                    | 0   | 2      | 0     | 2     |
| 23    | Kazahstan (KAZ)                  | 0   | 1      | 2     | 3     |
| 24    | Belgia (BEL)                     | 0   | 1      | 0     | 1     |
| 24    | Belarus (BLR)                    | 0   | 1      | 0     | 1     |
| 24    | Marea Britanie (GBR)             | 0   | 1      | 0     | 1     |
| 24    | Ucraina (UKR)                    | 0   | 1      | 0     | 1     |
| 28    | Australia (AUS)                  | 0   | 0      | 2     | 2     |
| 29    | Andorra (AND)                    | 0   | 0      | 1     | 1     |
| 29    | Monaco (MON)                     | 0   | 0      | 1     | 1     |
| Total | Total                            | 63  | 63     | 63    | 189   |